# Fortificazioni di Reitling

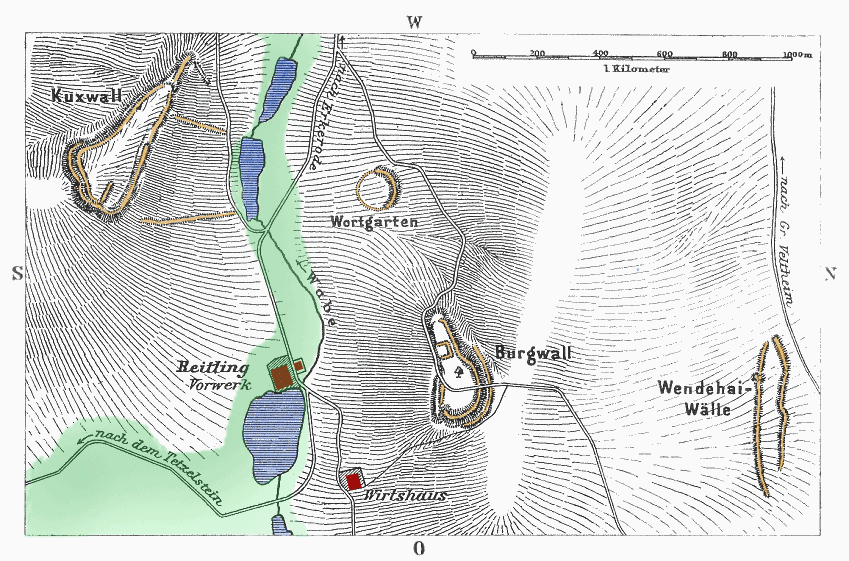
Planimetria delle fortificazioni del Reitlingstal

Le fortificazioni di Reitling (in tedesco: Reitlingsbefestingungen) sono bastioni circolari e fortezze sulle cime collinari e nel fondovalle del Reitlingstal, nella catena dell'Elm in Bassa Sassonia, circa 20 km a sud-est di Braunschweig. Questi sono i resti di strutture difensive databili a diverse fasi storiche. Una prima struttura storica viene datata intorno al V secolo a.C. mentre l'ultimo utilizzo di queste fortificazioni è databile al Medioevo. Lo scopo di questi edifici era quello di proteggere la popolazione in tempo di guerra.

## Descrizione

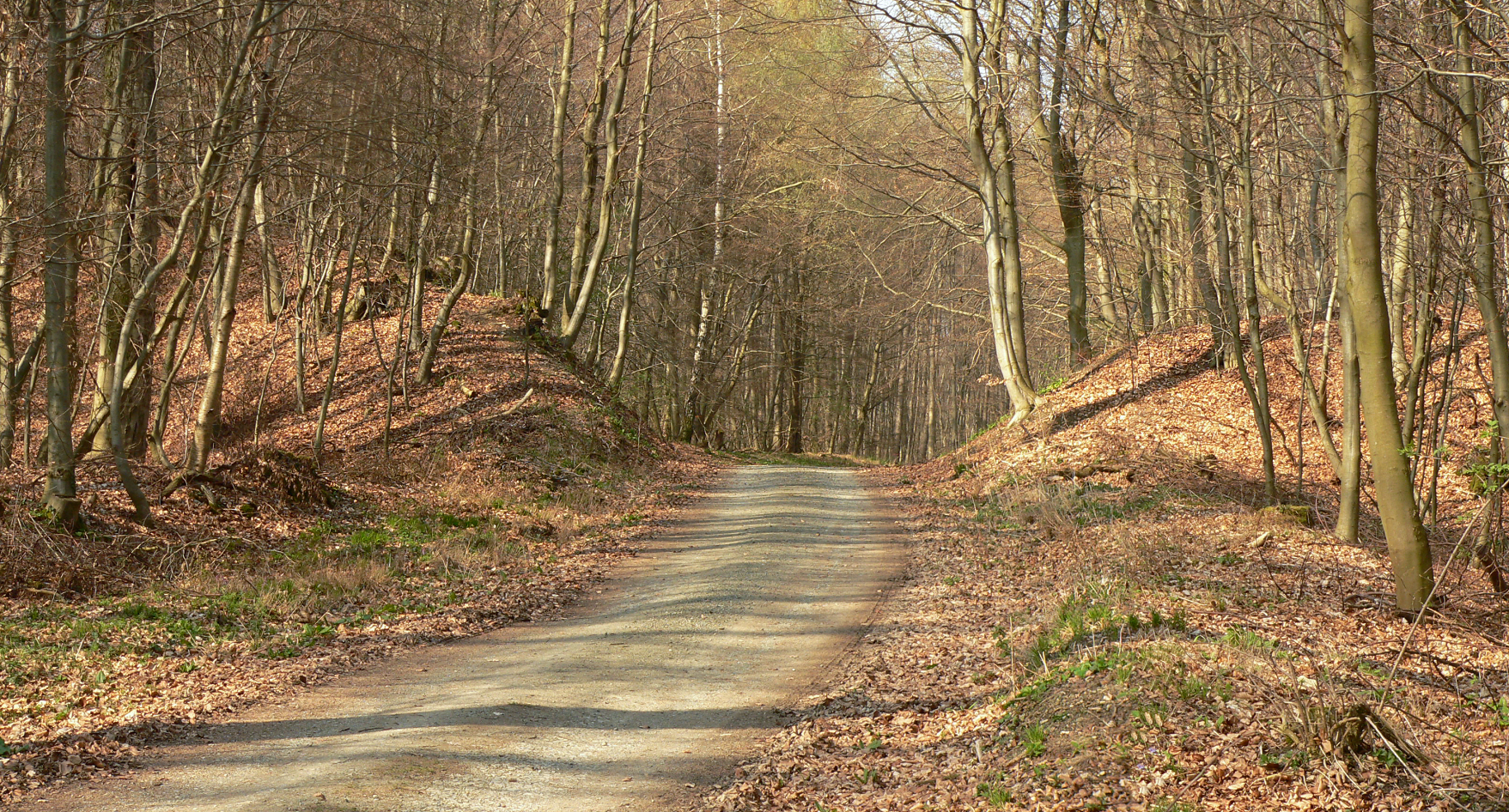
Sentiero che attraversa la fortificazione antica, in particolare la fortezza di Krimmelburg

I bastioni preistorici del Reitlingstal si adagiano perfettamente alla topografia del terreno circostante. Con un'altezza di circa 7 m, i bastioni sono ancora oggi ben visibili. Le strutture non sono segnalate da pannelli d'informazione ma trovarli è facilitato dall'utilizzo di sentieri che tagliano i bastioni attraversandoli.
Sono state identificate ben 3 strutture difensive dagli archeologi: il Krimmelburg, il Brunkelburg e i bastioni di Wandehai.

## Scavi e risultati archeologici
La ricerca sulle fortificazioni sull'Elm è iniziata negli ultimi anni del XIX secolo. Le mappe prodotte a quel tempo sono ancora valide oggi. L'interesse suscitato da questi bastioni portò al primo scavo archeologico nel 1905, che riguardò i bastioni Krimmelburg, Brunkelburg, Wurtgarten e Wendehai. La maggior parte dei ritrovamenti dell'epoca è andata perduta e non fu eseguita alcuna classificazione. Fu solo nel 1927 che vennero pubblicate le scoperte archeologiche. I precedenti scavi a campione casuali non hanno potuto determinare in modo definitivo l'esatta funzione delle strutture. Quel che è certo è che tali strutture furono costruite in più fasi storiche nell'arco di diversi secoli. I muri a secco rinvenuti mostrano che gli impianti difensivi non erano costituiti solo da terrapieni di terra, ma erano anche assicurati da questi muri che erano probabilmente anche da palizzate.
I reperti più antichi rinvenuti durante gli scavi sono frammenti ceramici della più recente età del ferro pre-romana intorno al III secolo a.C., attribuiti alla Cultura di La Tène. L'ultima fase di costruzione è costituita da un complesso quadrato all'interno delle mura del "Krimmelburg", che risale al XIII secolo. A quest'ultima fase è datato l'utilizzo delle strutture da parte dell'Ordine dei Cavalieri Teutonici, che nella zona aveva molti possedimenti, come il vicino monastero di Locklum.